# إعاقة الطباعة
الشخص الذي يعاني من صعوبات في قراءة المطبوعات هو "الشخص الذي لا يستطيع قراءة المطبوعات بفعالية بسبب إعاقة بصرية، أو جسدية، أو إدراكية، أو نمائية، أو معرفية، أو تعليمية". تمنع هذه الإعاقة الشخص من الحصول على المعلومات من المواد المطبوعة بالطريقة التقليدية، وتتطلب منه استخدام طرق بديلة للوصول إليها. تشمل إعاقات القراءة ضعف البصر، أو صعوبات التعلم، أو الإعاقات الجسدية التي تعيق القدرة على التعامل مع الكتاب. صاغ هذا المصطلح جورج كيرشر، رائد الكتب الرقمية الناطقة. تستخدم المكتبات نظام دايسي كوسيلة لجعل الكتب المعقدة متاحة عبر الصوت.
اعتمد مؤتمر نظمته المنظمة العالمية للملكية الفكرية (الويبو) في مراكش، المغرب، في يونيو 2013 معاهدة خاصة تسمى "معاهدة لتسهيل الوصول إلى الأعمال المنشورة للأشخاص ذوي الإعاقة البصرية والأشخاص ذوي الإعاقة في قراءة المطبوعات" (معاهدة مراكش للأشخاص ذوي الإعاقة البصرية باختصار).
وتمثل معاهدة مراكش تغييراً مهماً في كيفية موازنة المشرعين لمطالب أصحاب حقوق الطبع والنشر مع مصالح الأشخاص ذوي الإعاقة على وجه الخصوص، ونقطة تحول محتملة في سياسات حقوق الطبع والنشر العالمية بشكل عام.

## المبادرات
أُطلق اتحاد الكتب المُيسّرة عام 2014، وكان بمثابة "مبادرة واحدة من بين مبادرات أخرى، لتحقيق أهداف معاهدة مراكش بشكل ملموس". ويهدف اتحاد الكتب المُيسّرة إلى زيادة عدد الكتب في جميع أنحاء العالم بتنسيقات مُيسّرة - مثل طريقة برايل والصوت والطباعة الكبيرة - وجعلها متاحة للأشخاص المكفوفين وضعاف البصر أو ذوي الإعاقات الأخرى في الطباعة.